# Rysskullen
Några kilometer väster om Kårsta station ligger den icke så kända Rysskullen. Rysskullens uppkomst skedde när ett plundringståg från Ryssland färdades längs med Lillån. Småbyar brändes och plundrades längs med ån och de ryska krigarna var inte förhandlingsbara. När ryssarna gjort en lyckad attack mot Frösunda socken kom de till sist till Kårsta/Ekskogen och då anade de inte lokalbefolkningens styrka utan attackerade Lillåns stränder även här. Man vet inte exakt vilken tidpunkt, natt eller dag, attacken skedde men det man vet är att ryssarna blev dödade av invånarna i Kårsta/Ekskogen och begravda i en gravhög vid namn Rysskullen. Rysskullens storlek är inte betydande stor, men man tror att det finns cirka 20 man begravda i den. Några utgrävningar är inte tillåtna.